# الإنجليزية البامبو
الإنجليزية البامبو كانت لغة يابانية إنجليزية تُعتبر لهجة تم تطويرها بعد الحرب العالمية الثانية وكانت تُستخدم بين الجيش الأمريكي والياباني في القواعد العسكرية الأمريكية في اليابان المحتلة. ورغم أنها كانت تُعتبر لهجة، فإن تحليل ملامح اللغة يشير إلى أنها ليست لهجة مستقرة. 
تم تصديرها إلى كوريا خلال الحرب الكورية من قبل الأفراد العسكريين الأمريكيين كوسيلة للتواصل مع الكوريين. هنا، اكتسبت بعض الكلمات الكورية، لكنها بقيت تقوم بشكل أساسي على اللغة الإنجليزية واليابانية. وفي الآونة الأخيرة، استُخدمت على نطاق واسع في محافظة أوكيناوا، حيث يتواجد جيش عسكري امريكي خاص.
تتميز جزر بونين بشكل مماثل بلغة يابانية إنجليزية تسمى الإنجليزية البونين. تم تطوير هذه اللغة الاتصالية نتيجةً لتبادل متقلب في اللغات السائدة بين الإنجليزية واليابانية على مدى أكثر من مائة عام.
ابتكر اسم الإنجليزية البامبو من قبل آرثر م. ز. نورمان في مقالة، حيث وصف اللغة للمرة الأولى.

## علم الصوتيات
مع الفروقات بين الأصوات الموجودة في اللغة اليابانية والإنجليزية وتوزيع تلك الأصوات داخل الكلمات، تظهر توافقات واختلافات داخل الإنجليزية البامبو بين الأشخاص الناطقين بالإنجليزية واليابانية حتى لنفس الكلمات.
    - عادة ما يُغيّر الناطقون باللغة اليابانية الحروف الختامية للكلمات في حالة الكلمات الإنجليزية التي لا تنتهي بـ [n]، [m]، أو [ŋ] (مثل can، from، و song على التوالي) عن طريق إضافة /o/ أو /u/ إلى نهاية الكلمة. تم اتخاذ هذا التغيير أيضًا من قبل الناطقين بالإنجليزية، ولكن دون معرفة السبب وراء ذلك، كما هو الحال في حالة saymo-saymo التي تعني 'نفس الشيء'
في الإنجليزية البامبو، يتم إضافة الصوت "ee" (مثل cheese) إلى نهاية الكلمات الإنجليزية، مما يؤدي إلى تحول كلمات مثل 'change'، 'catch'، و 'speak' إلى changee، ketchee، و speakie.
قام الناطقون باللغة اليابانية أيضًا بتقليد بعض جوانب النطق الإنجليزي عن طريق إزالة الحروف الصوتية النهائية من بعض الكلمات، مثل كلمة 'car' التي تُنطق عادةً jidōsha باليابانية ولكن تُنطق كـ jidoš في الإنجليزية البامبو.

## علم الصرف
توثيق التصريف للإنجليزية البامبو غير كامل، مما يجعل من الصعب تحديد وجود أو عدم وجود السمات المختلفة.
 تركيب الكلمات، على سبيل المثال، يوجد لها سجل ضعيف داخل الإنجليزية البامبو بسبب هذا. على الجانب الآخر، لقد لوحظ استخدام اللاحقات بشكل أفضل. تُرفق لاحقة -سان، المأخوذة من اليابانية، غالبًا بمصطلحات الإشارة والتحية مثل "ماما"، "بابا"، "صبي"، "فتاة"، و "طفل" لإنتاج أسماء مثل ماما-سان أو بيبي-سان.
  - خاصية صرفية إضافية تظهر في الإنجليزية البامبو هي التكرار، على الرغم من أن الأمثلة المعروضة من اللغة تشير إلى أن هذا ليس تكرارًا حقيقيًا حيث لا توجد أشكال لهذه الكلمات تحتوي فقط على حدوث واحد للجذر. مثل هذه الكلمات هي شوب-شوب معناها 'طعام'، دامي-دامي معناها 'سيئ'، وهوبا-هوبا معناها 'الإسراع.

## بناء الجملة
بما أن الإنجليزية البامبو لا تستخدم التصريف بشكل كبير وكانت المفردات محدودة، فإن الكلمات تحصل على وظائف متعددة. الأسماء غالبًا ما تستخدم كاستخدام أولي، ثم يتطور الاستخدام ليشمل الفعل أو الصفة أو الظرف. على سبيل المثال، تعني شوب-شوب 'الطعام' ولكن أيضًا 'الأكل'. وهناك كلمات أخرى مزدوجة الاستخدام مثل هياكو التي تعني 'بسرعة' وأيضًا 'الإسراع'، وسايونارا التي تعني 'الغياب' وأيضًا 'التخلص من'، وتاكسان التي تعني 'كثيرًا جدًا' و 'جدًا' و 'كبير'.

### امثلة الجمل
أمثلة مأخوذة من Duke (1970)  .
| الإنجليزية الخيزران                                                | ترجمة                                        |
| ------------------------------------------------------------------ | -------------------------------------------- |
| How much you speak, papa-san?                                      | سمّ الثمن الذي تريده                          |
| You number one washee-washee ketchee; number one presento hava-yes | اذا قمت بغسل ملابسي بشكل مرضٍ، فسأدفع لك جيداً |

## أنظر أيضا
- إنجليزي